# Al-Marawi’a
Al-Marawi’a – miasto w Jemenie, w muhafazie Al-Hudajda. W 2004 roku liczyło 23 147 mieszkańców.